# Ignazio Gardella

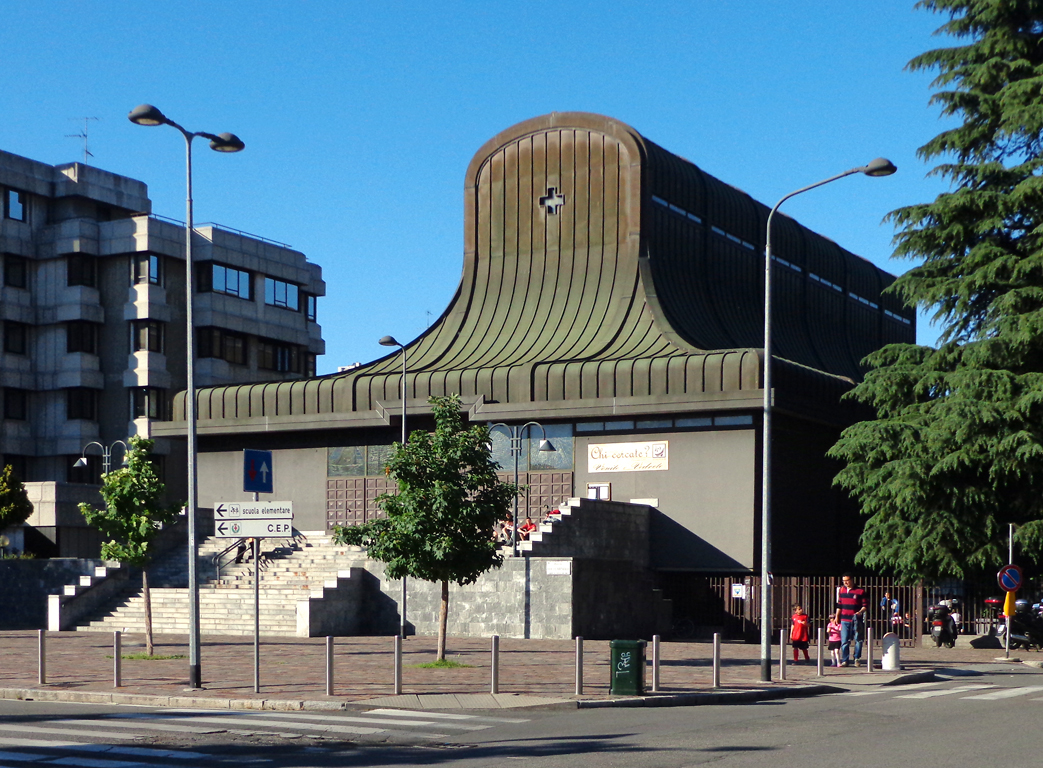
Iglesia de San Nicolao della Flue, Milán (1965-1969)

Mario Gardella, llamado Ignazio Gardella (Milán, 30 de marzo de 1905-Oleggio, 15 de marzo de 1999) fue un arquitecto, ingeniero y diseñador italiano, de estilo racionalista. 

## Trayectoria
Nació en el seno de una familia de ingenieros y arquitectos de origen genovés fundada por Ignazio Gardella, su bisabuelo, cuyo nombre adoptó a los dieciocho años en su honor. Estudió ingeniería en el Politécnico de Milán, donde se tituló en 1929, y arquitectura en la Universidad IUAV de Venecia, donde se graduó en 1949.
Sus primeras obras, alabadas por la revista Casabella dirigida por Edoardo Persico, recibieron alabanzas a nivel internacional: Dispensario Antituberculoso de Alessandria (1933) y proyecto no realizado de torre lictoria de la plaza del Duomo de Milán (1934). Tras estas obras realizó un viaje por Alemania, donde entró en contacto con los arquitectos de la Escuela de Frankfurt y, en 1938, acompañó a Giuseppe Pagano a Finlandia, donde conoció a Alvar Aalto.
En 1938 colaboró con Franco Albini, Giuseppe Pagano y Giovanni Romano en el proyecto Milán-Verde, que sirvió de base tras la Segunda Guerra Mundial para el Plan AR de reconstrucción de la ciudad. Con los mismos arquitectos fue promotor del Movimento Studi per l'Architettura (MSA), que se ocupó de definir las características del racionalismo italiano.
Su siguiente obra de relevancia fue una casa de viticultor en Castana, cerca de Pavía (1944-1946), en la que sintetizó modernidad y tradición, inspirándose en la arquitectura rural. En 1947, por invitación de Giuseppe Samonà, comenzó a impartir clases en la Universidad IUAV de Venecia, donde en 1962 adquirió una cátedra.
En la posguerra fue uno de los artífices de la reconstrucción de Milán. En esa época fue autor autor de la Casa del parque en Milán (1947), la casa de empleados de Borsalino en Alessandria (1950), las termas Regina Isabella en Ischia (1950), la Galería de Arte Contemporáneo de Milán (1949-1953) y la casa de la Zattere en Venecia (1953-1958). La cantina de la fábrica Olivetti en Ivrea, construida en 1954, fue presentada por la delegación italiana en el XI Congreso del CIAM en Otterlo, donde suscitó las críticas de los racionalistas más ortodoxos.
Desde los años 1960 realizó diversos proyectos de gran envergadura que requerían el concierto de arquitectura e ingeniería, una de sus aspiraciones a lo largo de su carrera: Palacio de Justicia de La Spezia (1963-1994), sede administrativa de Alfa Romeo en Arese (1969-1972, con Anna Castelli Ferrieri), Facultad de Arquitectura de la Universidad de Génova (1975-1989), estación de Lambratte en Milán (1983). También construyó varias iglesias: de Sant'Enrico en San Donato Milanese (1964-1965), de San Nicolao della Flue en Milán (1965-1969) y de San Giovanni Apostolo ed Evangelista en Gela (1969).
En 1982 ganó junto a Aldo Rossi y Fabio Reinhart el concurso para la reconstrucción del Teatro Carlo Felice en Génova, finalizado en 1990.
En 1996 fue galardonado con la Medaglia d'oro ai benemeriti della scienza e della cultura otorgada por el Presidente de la República Italiana.
Su hijo Jacopo Gardella fue también arquitecto.